# آنکوژن

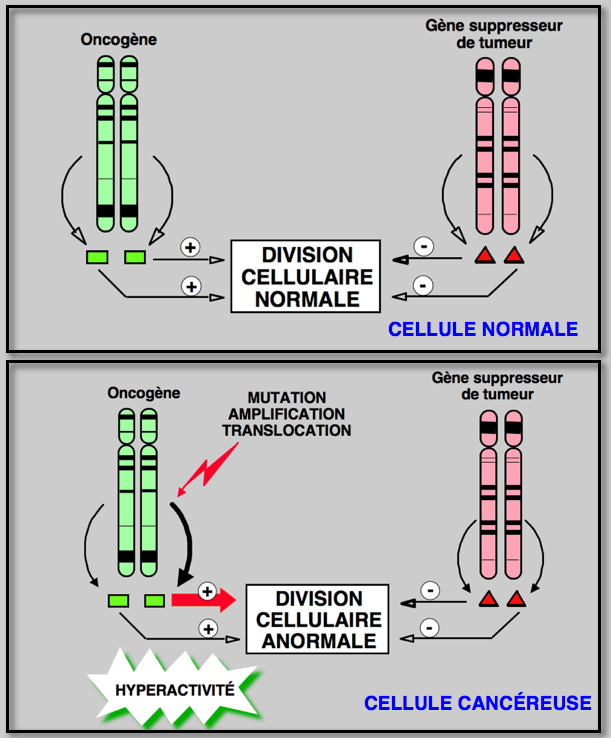
آنکوژن

ٱنکوژن‌ها یا ژن‌های تومورزا ژن‌های تغییر یافته‌ای هستند که در حالت عادی پروتئین‌هایی را، که در کنترل رشد و تکثیر سلول‌ها نقش دارند، بیان می‌کنند.
ژن سرطانی هستند. این ژن‌ها در حالت عادی پروتو-آنکوژن نامیده می‌شوند. ولی در صورت بروز جهش در پروتو-آنکوژن‌ها، آن‌ها به آنکوژن‌ها تبدیل می‌شوند. آنکوژن‌ها باعث بروز سرطان می‌شوند. جهش‌هایی که پروتو-آنکوژن‌ها را به آنکوژن‌ها تبدیل می‌کنند، اغلب باعث بیان بیش از حد فاکتورهای کنترلی، افزایش تعداد ژن‌های کدکننده آن‌ها یا تغییر فاکتورهای کنترلی بصورتی‌که فعالیت فاکتورها، افزایش یابد یا نیمه عمر آن‌ها در سلول زیاد شود، می‌گردد. ابتدا آنکوژن‌ها در ویروس‌ها کشف شدند که آنکوژن‌های ویروسی نامیده می‌شوند.
به واسطه جهش در پروموتر پروتو-آنکوژن‌ها آن‌ها به آنکوژن‌های فعال تبدیل شده و بیان آن‌ها زیاد شده، تکثیر سلول‌ها افزایش یافته و تومور ایجاد می‌شود.

## آنکوپروتئین
آنکوپروتئینها محصول پروتو-آنکوژن‌ها هستند که در حضور ژن سرکوبگر تومور یا پادگن (آنتی‌ژن) ایجاد می‌شوند.
در سلول‌های دیپلوئیدی طبیعی، دو کپی از هر ژن سرکوبگر وجود دارد. هر دو ژن اغلب از نظر تپیکی غیرفعال‌اند.
آنکوپروتئین‌ها نقش‌های زیادی دارند.
- بعضی به عنوان لیگاند عمل می‌کنند و در سطح سلول گیرنده دارند و مانند فاکتورهای رشد عمل می‌کنند.
- برخی از آن‌ها به عنوان گیرنده‌های غشایی عمل می‌کنند.
- برخی از آن‌ها جی پروتئین هستند که به آن‌ها GTP متصل می‌شود.

## پروتو-آنکوژن
پروتو-آنکوژن‌ها ژن‌هایی هستند که برخی از آن‌ها فاکتورهای رشد سلول، برخی دیگر، رسپتورهای فاکتورهای رشد، دسته‌ای از آن‌ها اجزاء سیستم انتقال پیام داخل سیتوپلاسم، عده‌ای فاکتورهای رونویسی و برخی از آن‌ها فاکتورهای کنترل‌کننده سیکل سلولی را کد می‌کنند. برخی از ویروس‌ها دارای ژن‌هایی مشابه آنکوژن‌های سلولی می‌باشند که در صورتی که این ویروس‌ها وارد سلول‌های عادی شوند با بیان آنکوپروتئین‌ها، باعث سرطانی شدن سلول‌ها می‌شوند. آنکوژن‌های ویروسی را به صورت v-onc نشان می‌دهند. برای مثال، ویروس Rous Sarcoma دارای v-scr و ویروس Rat sarcoma دارای v-ras می‌باشد. محصول پروتو-آنکوژن‌ها را آنکوپروتئین می‌نامند.